# Botorrita
Botorrita es una localidad y municipio situado en el sur de Comarca Central, a 22 km de Zaragoza. Tiene un área de 19,80 km² con una población de 579 habitantes (INE 2024).
El término municipal limita con los de Mozota, La Muela, María de Huerva y Jaulín.

## Geografía
Integrado en la Comarca Central de Aragón, se sitúa a 22 kilómetros de Zaragoza. El término municipal está atravesado por la Autovía Mudéjar (A-23) y por la carretera nacional N-330 entre los pK 474 y 477, además de por una carretera local que conecta con Jaulín. 
El relieve del municipio está definido por el valle del río Huerva por el norte y por una zona más elevada e irregular por el sur. La altitud oscila entre los 658 metros al sur (cerro Ataque), en el límite con Jaulín, y los 350 metros a orillas del río Huerva. El pueblo se alza a 384 metros sobre el nivel del mar. 
| Noroeste: La Muela | Norte: María de Huerva | Noreste: María de Huerva |
| Oeste: Mozota      |                        | Este: María de Huerva    |
| Suroeste: Muel     | Sur: Muel y Jaulín     | Sureste: Jaulín          |

## Historia
Botorrita es conocida debido a los restos arqueológicos encontrados en ella. En este municipio se encuentra la población celtíbera de Contrebia Belaisca del siglo IV y V a. C., en ella se han encontrado los famosos Bronces de Botorrita que se datan en el siglo I a. C. y que ahora se encuentran expuestos en el Museo de Zaragoza

## Demografía
Botorrita cuenta con una población de 579 habitantes (INE 2024).
| Gráfica de evolución demográfica de Botorrita entre 1842 y 2021                                                     |
| |
| Población de derecho según los censos de población del INE Población de hecho según los censos de población del INE |

## Administración y política
| Período   | Alcalde                         | Partido |  |
| --------- | ------------------------------- | ------- |  |
| 1979-1983 | Fernando Ortillés Gimeno        | Ind.    |  |
| 1983-1987 |                                 |         |  |
| 1987-1991 |                                 |         |  |
| 1991-1995 |                                 |         |  |
| 1995-1999 | Timoteo Ortilles Gracia         | PAR     |  |
| 1999-2003 | Timoteo Ortilles Gracia         | PAR     |  |
| 2003-2007 | Timoteo Ortilles Gracia         | PAR     |  |
| 2007-2011 | Timoteo Ortilles Gracia         | PAR     |  |
| 2011-2015 | Juan Antonio Aliaga Pérez       | PSOE    |  |
| 2015-2019 | José Ignacio Hernádez Hernández | PP      |  |
| 2019-2023 | José María Castillo Vicente     | PSOE    |  |
| 2023-     | José María Castillo Vicente     | PSOE    |  |

| Partido político    | Partido político                                   | 2003   | 2007   | 2011   | 2015   | 2019   | 2023   |
| Partido político    | Partido político                                   | Ediles | Ediles | Ediles | Ediles | Ediles | Ediles |
|                     | Partido Popular de Aragón (PP)                     | 1      | 1      | 0      | 4      | 3      | 1      |
|                     | Partido de los Socialistas de Aragón (PSOE-Aragón) | 2      | 2      | 5      | 3      | 4      | 6      |
|                     | Partido Aragonés (PAR)                             | 4      | 4      | 2      | —      | —      | —      |
|                     | Federación de los Independientes de Aragón (FIA)   | —      | —      | —      | 0      | —      | —      |
|                     | Chunta Aragonesista (CHA)                          | —      | 0      | —      | —      | —      | —      |
|                     | Vox                                                | —      | —      | —      | —      | —      | 0      |
| Total de concejales | Total de concejales                                | 7      | 7      | 7      | 7      | 7      | 7      |